# Лексінгтон (Іллінойс)
Лексінгтон (англ. Lexington) — місто (англ. city) в США, в окрузі Маклейн штату Іллінойс. Населення — 2090 осіб (2020).

## Географія
Лексінгтон розташований за координатами 40°38′25″ пн. ш. 88°46′50″ зх. д. / 40.64028° пн. ш. 88.78056° зх. д. (40.640313, -88.780615).  За даними Бюро перепису населення США в 2010 році місто мало площу 3,44 км², уся площа — суходіл. В 2017 році площа становила 5,31 км², уся площа — суходіл.

## Демографія
Згідно з переписом 2010 року, у місті мешкало 2060 осіб у 822 домогосподарствах у складі 574 родин. Густота населення становила 598 осіб/км².  Було 868 помешкань (252/км²).
Расовий склад населення:
| - 98,0 % — білих - 0,2 % — корінних американців - 0,2 % — чорних або афроамериканців - 0,1 % — вихідців з тихоокеанських островів - 0,1 % — азіатів |

До двох чи більше рас належало 1,1 %. Частка іспаномовних становила 0,8 % від усіх жителів.
За віковим діапазоном населення розподілялося таким чином: 25,1 % — особи молодші 18 років, 61,7 % — особи у віці 18—64 років, 13,2 % — особи у віці 65 років та старші. Медіана віку мешканця становила 38,0 року. На 100 осіб жіночої статі у місті припадало 95,3 чоловіків;  на 100 жінок у віці від 18 років та старших — 94,0 чоловіків також старших 18 років.
Середній дохід на одне домашнє господарство  становив 83 483 долари США (медіана — 68 224), а середній дохід на одну сім'ю — 83 105 доларів (медіана — 74 740). Медіана доходів становила 45 649 доларів для чоловіків та 39 421 долар для жінок. За межею бідності перебувало 9,1 % осіб, у тому числі 11,3 % дітей у віці до 18 років та 1,6 % осіб у віці 65 років та старших.
Цивільне працевлаштоване населення становило 993 особи. Основні галузі зайнятості: освіта, охорона здоров'я та соціальна допомога — 22,6 %, фінанси, страхування та нерухомість — 21,1 %, роздрібна торгівля — 10,3 %, виробництво — 8,4 %.